# Nadia Colovini
Nadia Soledad Colovini (22 de febrero de 1989, Rosario)  es una nadadora argentina de estilo libre y múltiple recordista nacional.

## Trayectoria

### Juegos Panamericanos de 2011
Colovini clasificó a los Juegos Panamericanos de 2011 tras su participación en el Campeonato Chileno de Natación, donde logró las marcas de clasificación en los 50 y 100 metros libre. En los juegos realizados en México, la nadadora debutó el 19 de octubre, nadando en la segunda serie preliminar de los 100 m libre, ubicándose tercera con un tiempo de 56.66 que la ubicaron en sexta en la general, clasificando a la final realizada el mismo día.  Ya en la final, la nadadora fue octava con un tiempo de 56.53 a 2 segundos de la ganadora. El 21 de octubre, Colovini nadó en la primera serie preliminar de los 50 m libre, registrando un tiempo de 26.04 y clasificando a la final, en donde fue séptima con un tiempo 26.08.

## Marcas personales
| Piscina 50 m  | Piscina 50 m | Piscina 50 m                     | Piscina 50 m | Piscina 50 m | Piscina 50 m |
| Evento        | Tiempo       | Competición                      | Lugar        | Fecha        | Nota         |
| ------------- | ------------ | -------------------------------- | ------------ | ------------ | ------------ |
| 50 m Libre    | 26.04        | Juegos Panamericanos             | Guadalajara  | 24/10/2011   | RN           |
| 100 m Libre   | 55.56        | Campeonato Argentino de Natación | Buenos Aires | 30/04/2009   | RN           |
| 200 m Libre   | 2.00.09      | Campeonato Argentino de Natación | Buenos Aires | 02/05/2009   | RN           |
| 50 m Mariposa | 27.61        | Campeonato Argentino de Natación | Buenos Aires | 19/12/2009   | RN           |

- RN: Récord Nacional.